# Malá Ida
Malá Ida (allemand : Kleineidau) , est un village de Slovaquie situé dans la région de Košice.

## Histoire
Première mention écrite du village en 1280.
La localité fut annexée par la Hongrie après le premier arbitrage de Vienne le 2 novembre 1938. En 1938, on comptait 434 habitants. Elle faisait partie du district de Košice, en hongrois Kassai járás. Durant la période 1938 -1945, le nom hongrois Kisida était d'usage. À la libération, la commune a été réintégrée dans la Tchécoslovaquie reconstituée.

## Démographie

### Évolution de la population
| Année:               | 1994. | 2004.    | 2014.    | 2024.    |
| -------------------- | ----- | -------- | -------- | -------- |
| Nombre de personnes: | 831   | 1187     | 1477     | 2010     |
| Différence:          |       | +42,83 % | +24,43 % | +36,08 % |

| Année:               | 2023. | 2024.   |
| -------------------- | ----- | ------- |
| Nombre de personnes: | 1972  | 2010    |
| Différence:          |       | +1,92 % |